# أولاف دون

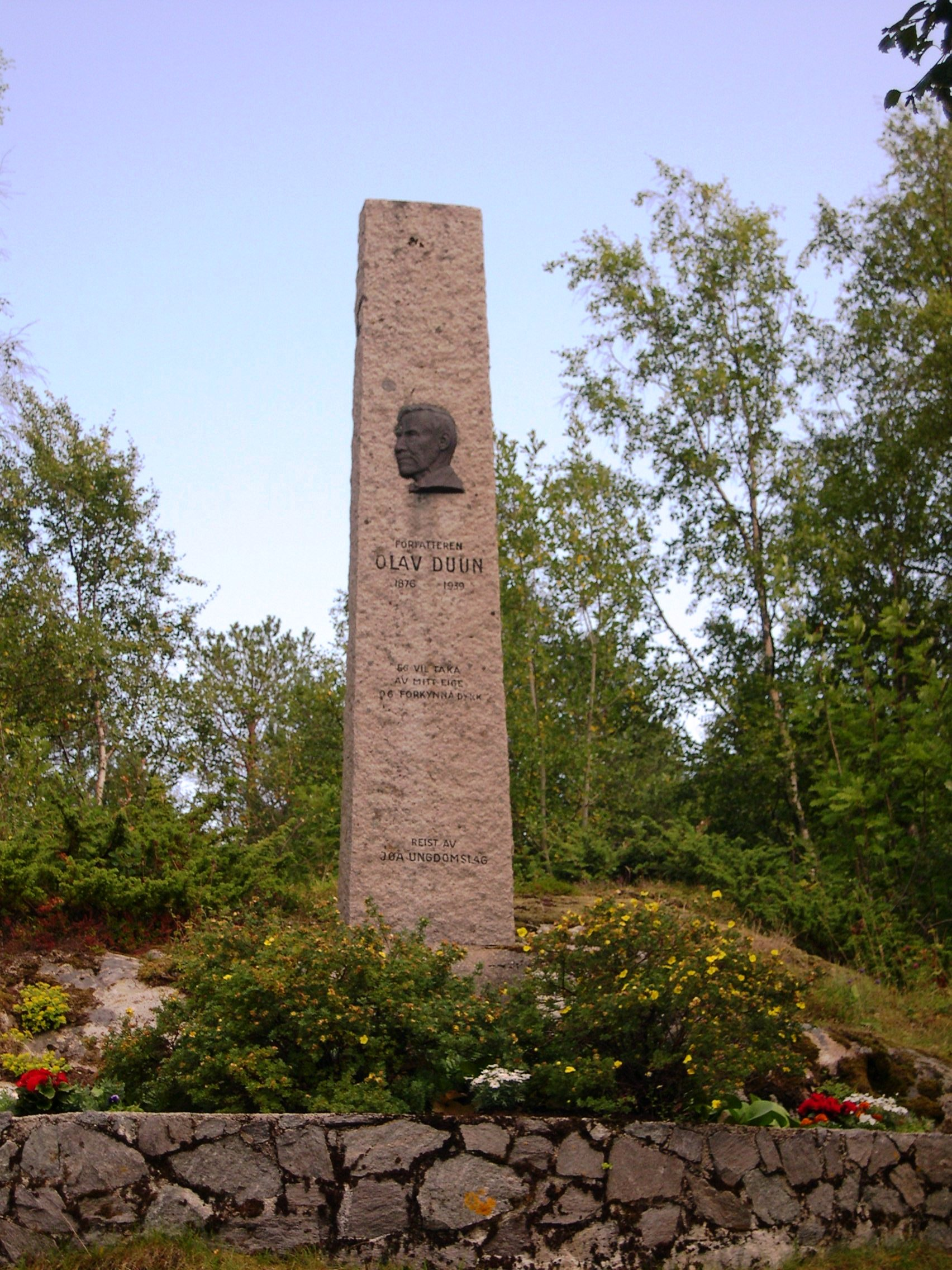
نصب تذكاري ل أولاف دون، في المزرعة التي نشأ فيها، في فوسنس، النرويج.

أولاف دون (بالنرويجية: Olav Duun) (21 نوفمبر 1876 - 13 سبتمبر 1939) كاتب روايات معروف من النرويج.

## جوائز
- 1934 - Gyldendal's Endowment (initial award of this prize)
- 1935 - Henrik Steffens Prize (initial award of this prize)

## قراءات أخرى
- Contemporary Authors ( by Gale Reference Team. Thomson Gale. 2007)

## وصلات خارجية
- أولاف دون على موقع IMDb (الإنجليزية)
- أولاف دون على موقع الموسوعة البريطانية (الإنجليزية)
- أولاف دون على موقع مونزينجر (الألمانية)
- Dagbladet - Profile of Olav Duun
- Pictures of Olav and Emma Duun's House